# ハリエンジュ属
ハリエンジュ属（ハリエンジュぞく、学名: Robinia）は、マメ科ソラマメ亜科の属の一つである。

## 特徴
落葉の高木または低木で、樹高は4mから20m以上になる。幹は直立し、よく分枝し、枝にとげがあるものが多い。
葉は左右非対称の羽状複葉である。
花はしだれ状の総状花序をなし、白色またはピンク色である。

## 分布・利用
アメリカ合衆国からメキシコ中部にかけて約20種が分布する。日本には、ハリエンジュ（ニセアカシア）が、明治初期の1873年に、薪炭材や寒冷地の緑化木・街路樹などの目的で導入されたが、現在では養蜂用（はちみつの原料）以外にはほとんど無用になっている。
欧米では交配種が作出され、庭園樹や公園樹に用いられている。

## 主な種
- ハナエンジュ Robinia hispida
- Robinia neomexicana
- ハリエンジュ（ニセアカシア） Robinia pseudoacacia
- Robinia viscosa

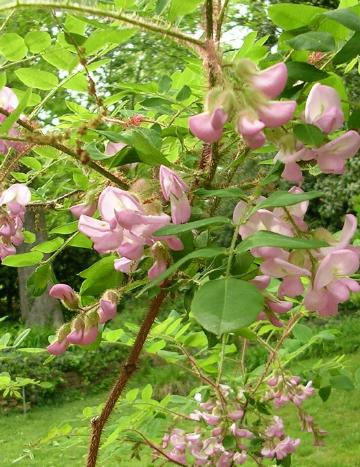
ハナエンジュ
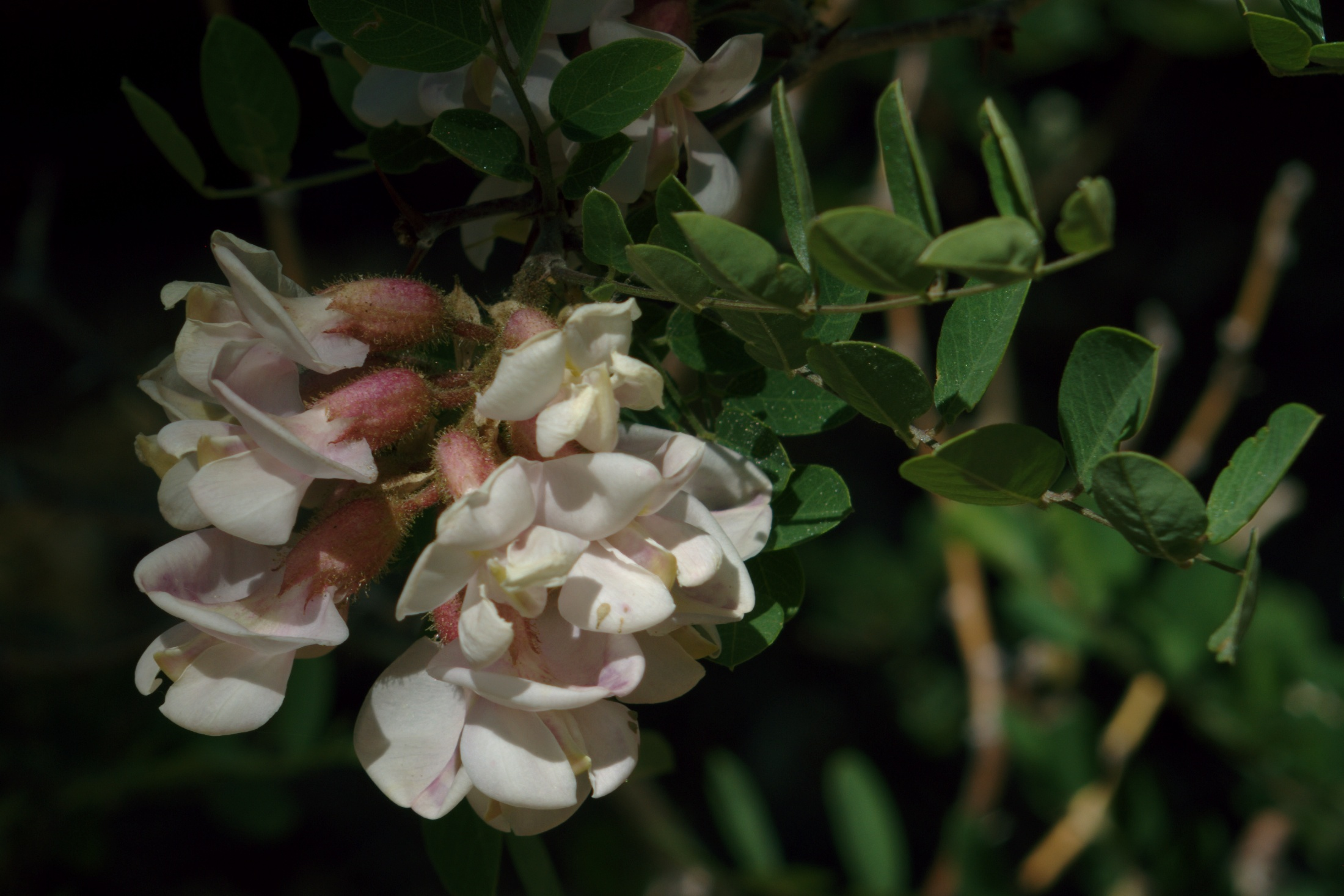
Robinia neomexicana
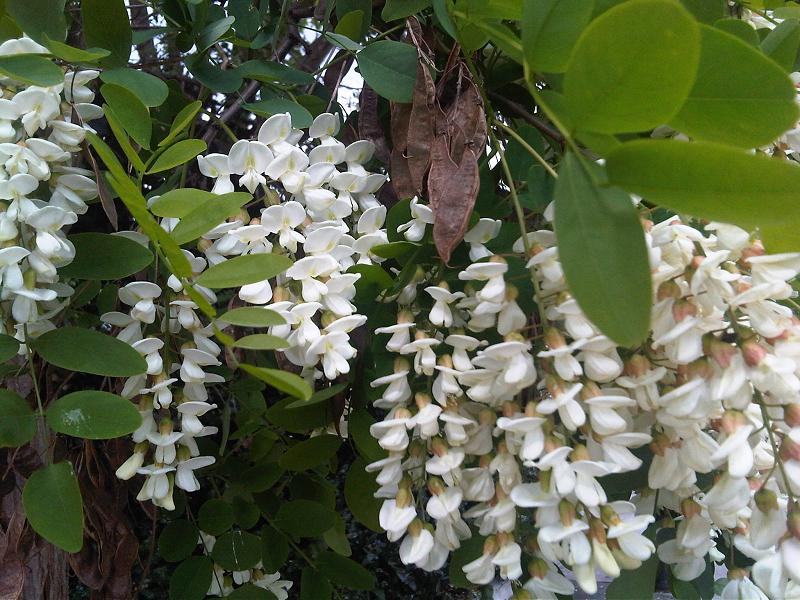
ハリエンジュ